# Kangillermiut
Kangillermiut [kaˌŋiˈɬːɜmːiut] (nach alter Rechtschreibung Kangigdlermiut) ist eine wüst gefallene grönländische Siedlung im Distrikt Nuuk in der Kommuneqarfik Sermersooq.

## Lage
Kangillermiut war die südlichste Siedlung des Distrikts. Kangillermiut liegt am Ende einer langen nach Süden gerichteten Halbinsel am Allumersat (Bjørnefjord). 39 km nordnordwestlich liegt Qeqertarsuatsiaat als nächste bewohnte Siedlung.

## Geschichte
Kangillermiut wurde vor 1886 besiedelt. Bis 1900 war die Herrnhuter Brüdergemeine im Ort tätig. Ab 1911 gehörte der Wohnplatz zur Gemeinde Fiskenæsset.
1918 wurden 27 Bewohner gezählt, die in vier Wohnhäusern lebten. Unter den Bewohnern waren fünf Jäger und ein unausgebildeter Leser. Die Bevölkerung lebte von der Jagd auf Wale, Robben, Füchse und Rentiere.
Zwischen 1930 und 1947 lebten zwischen 31 und 36 Menschen in Kangillermiut. 1942 wurde eine neue Schulkapelle gebaut, aber 1950 verließen die letzten neun Bewohner den Wohnplatz.

## Söhne und Töchter
- Kristoffer Kristoffersen (1902–1970), Künstler
- Nikolaj Heinrich (* 1938), Politiker und Fischer